# ألم ومجد (فلم)
ألم ومجد هوَ فيلمٌ درامي إسباني صدرَ عام 2019 من تأليف وكتابة بيدرو ألمودوبار، وَمن بطولة أنتونيو بانديراس، أسير إتكسينديا، بينيلوب كروز، جوليتا سيرانو وليوناردو سباريليا. تمَ إصدار الفيلم في إسبانيا في 22 آذار/مارس 2019 واختِيرَ للتنافس على جائزة السعفة الذهبية في مهرجان كان السينمائي لعام 2019.

## فريق العمل
- أنتونيو بانديراس في دور سلفادور مالو
- بينيلوب كروز في دور جاسينتا
- راؤول أريفالو في دور بادري
- ليوناردو سباريليا في دور فيديريكو
- أسير اتكسينيا في دور البرتو كريسبو
- كيتي مانفر
- سيسيليا روث
- بيدرو كاسابلانك
- نورا نافاس
- سوسي سانشيز

## روابط خارجية
- مقالات تستعمل روابط فنية بلا صلة مع ويكي بيانات